# Richmond Hill (Géorgie)
Pour les articles homonymes, voir Richmond Hill (homonymie).
Richmond Hill est une ville du comté de Bryan en Géorgie, aux États-Unis.

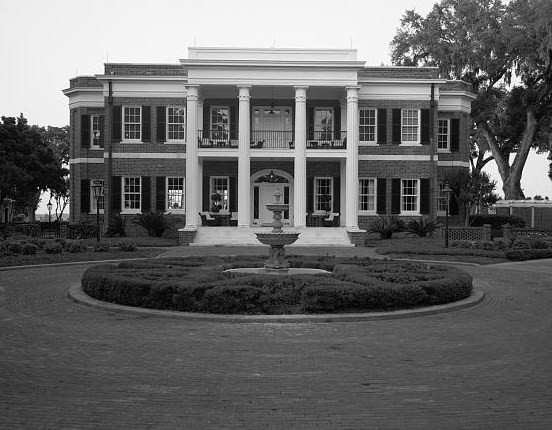
Plantation de Richmond Hill, manoir Ford

## Démographie
| 1970 | 1980  | 1990  | 2000  | 2010  | - |
| ---- | ----- | ----- | ----- | ----- | - |
| 826  | 1 177 | 2 934 | 6 959 | 9 281 | - |